# Lauro Müller (Santa Catarina)
Lauro Müller, amtlich portugiesisch Município de Lauro Müller, ist eine Kleinstadt im brasilianischen Bundesstaat Santa Catarina. Die Entfernung zur Hauptstadt Florianópolis beträgt 188 km.

## Toponymie
Benannt ist der Ort nach dem Politiker aus Santa Catarina Lauro Müller.

## Geografie
Lauro Müller liegt im Gebirge Serra do Rio do Rastro. Umliegende Orte sind Orleans, Urussanga, Treviso und Bom Jardim da Serra.

### Klima
Die Stadt hat gemäßigt warmes subtropisches Klima (Cfa) nach der Klimaklassifikation nach Köppen und Geiger. Die Durchschnittstemperatur ist 19 °C. Die durchschnittliche Niederschlagsmenge liegt bei 1456 mm im Jahr.
|                   | Jan  | Feb  | Mär  | Apr  | Mai  | Jun  | Jul  | Aug  | Sep  | Okt  | Nov  | Dez  |   |      |
| Temperatur (°C)   | 23,5 | 23,2 | 22,1 | 19,1 | 16,8 | 15,1 | 14,7 | 15,6 | 16,9 | 18,6 | 20,3 | 21,8 | Ø | 19,0 |
| Niederschlag (mm) | 183  | 179  | 144  | 108  | 88   | 90   | 80   | 105  | 132  | 125  | 108  | 114  | Σ | 1456 |

## Stadtverwaltung
Stadtpräfekt war nach der Kommunalwahl 2016 Valdir Fontanella des Partido Progressista (PP) für die Amtszeit von 2017 bis 2020. Er wurde bei der Kommunalwahl 2020 durch Saionara Corrêa de Carvalho Bora des Movimento Democrático Brasileiro (MDB) mit 5139 oder 50,68 % der gültigen Stimmen für die Amtszeit von 2021 bis 2024 abgelöst.

## Demografie
Die Bevölkerung betrug nach der Volkszählung des IBGE von 2010 14.367 Einwohner. Die Bevölkerungszahl wurde vom IBGE zum 1. Juli 2021 auf 15.380 Bewohner geschätzt. Die Einheimischen werden lauro-milenses genannt.
Sie verteilte sich im Jahr 2010 auf 9.923 Personen im besiedelten Ortsbereich, dem urbanen Raum, und auf 3.681 Personen im weitflächigen ruralen Raum.
| Gruppe                | Anzahl 2000 | Anzahl 2010 | Anmerkung                       | Urban 2000 | Rural 2000 | Urban 2010 | Rural 2010 |
| --------------------- | ----------- | ----------- | ------------------------------- | ---------- | ---------- | ---------- | ---------- |
| Brancos               | 12.788      | 12.914      | Weiße, Nachfahren von Europäern | 9.186      | 3.603      | 9.825      | 3.089      |
| Pardos (Mischrassige) | 463         | 1.089       | Mulatten, Mestizen              | 426        | 38         | 963        | 126        |
| Pretos                | 326         | 305         | Schwarze                        | 287        | 41         | 277        | 28         |
| Amarelos              | 0           | 33          | Asiaten                         | 0          | 0          | 25         | 8          |
| Indígenas             | 5           | 25          | indigene Bevölkerung            | 5          | 0          | 17         | 9          |
| ohne Angabe           | 19          | 0           |                                 | 19         | 0          | 0          | 0          |

Ethnische Gruppen nach der statistischen Einteilung des IBGE. Quelle für Bevölkerungszusammensetzung:

## Wirtschaft
Landwirtschaftliche Produkte sind Mais, Tabak, Maniok, Bohnen und Bananen.

## Durchschnittseinkommen und Lebensstandard
Das monatliche Durchschnittseinkommen betrug 2017 den Faktor 2,6 des brasilianischen Mindestlohns (Salário mínimo) von R$ 880,00 (Juli 2019: rund 543 €). Der Index der menschlichen Entwicklung (HDI) ist mit 0,735 für 2010 als hoch eingestuft. Das Bruttosozialprodukt pro Kopf betrug 2016 rund 21.157 R$.

## Söhne und Töchter der Stadt
- Éder (* 1986), Fußballer